# Cylindrinotus laevioctostriatus
Cylindrinotus laevioctostriatus är en skalbaggsart som först beskrevs av Johann August Ephraim Goeze 1777.  Cylindrinotus laevioctostriatus ingår i släktet Cylindrinotus, och familjen svartbaggar. Arten förekommer tillfälligt i Sverige, men reproducerar sig inte.